# Aciagrion heterosticta
Aciagrion heterosticta е вид водно конче от семейство Coenagrionidae. Видът не е застрашен от изчезване.

## Разпространение
Разпространен е в Демократична република Конго, Замбия, Намибия и Уганда.